# Sinopoda serpentembolus
Sinopoda serpentembolus är en spindelart som beskrevs av Zhang et al. 2007. Sinopoda serpentembolus ingår i släktet Sinopoda och familjen jättekrabbspindlar. Inga underarter finns listade i Catalogue of Life.